# Cimetière de Velotte
Le cimetière de Velotte est un cimetière situé dans le quartier de Velotte, à Besançon (Franche-Comté).

## Histoire
Le cimetière de Velotte est le plus petit cimetière de Besançon. Les plus vieilles tombes datent du XIXe siècle. Une croix comportant deux statues (une de Marie et l'autre de Jésus) est située à l'entrée du cimetière, ainsi qu'une autre grande croix en pierre et en fer à l'intérieur.

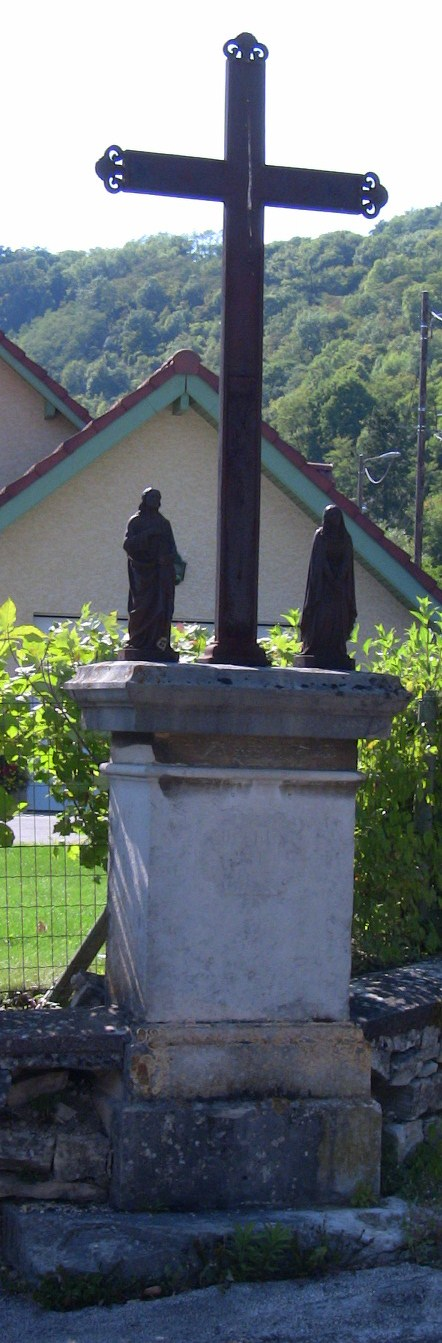
Croix située à l'entrée
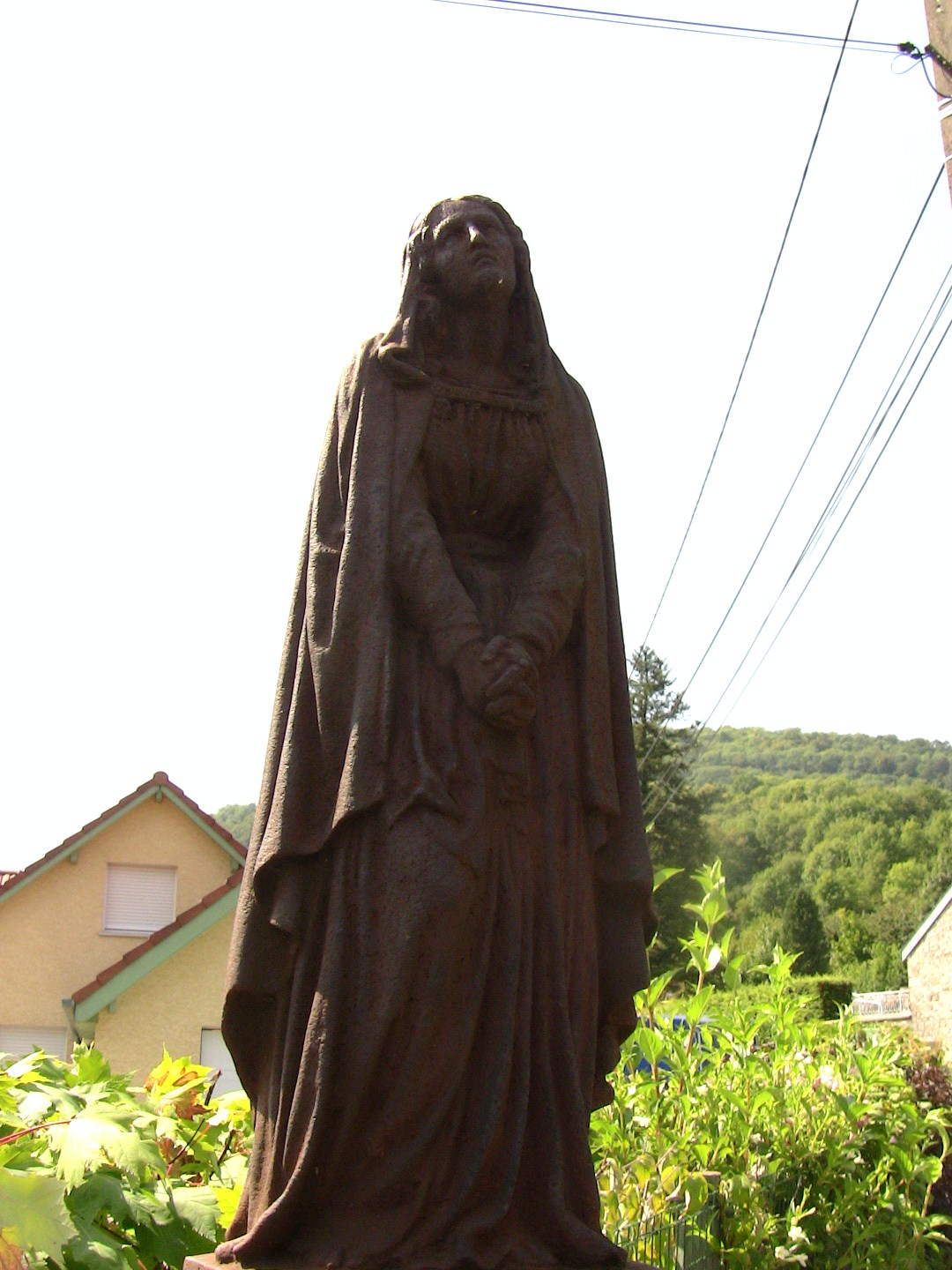
Statue de Marie.
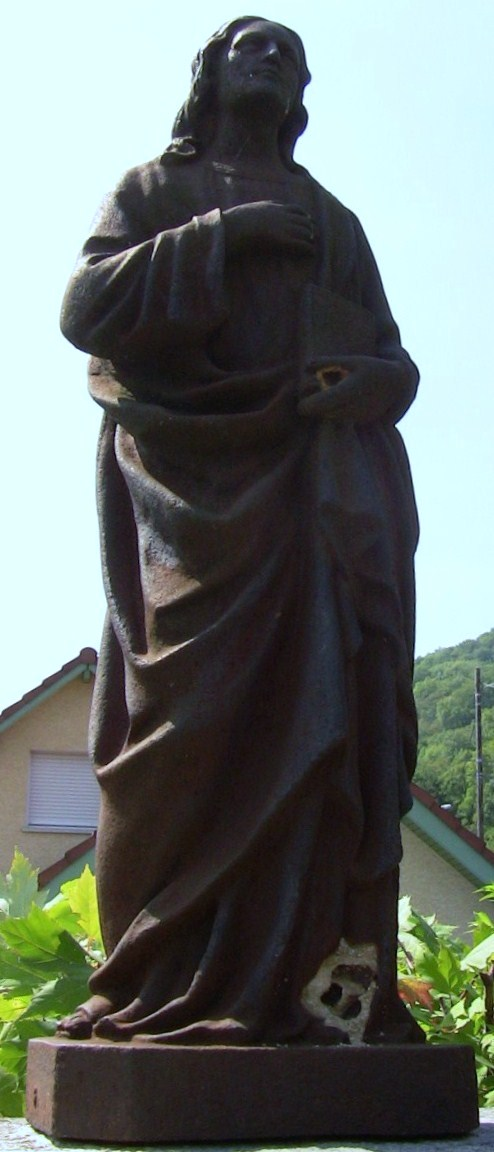
Statue de Jésus.
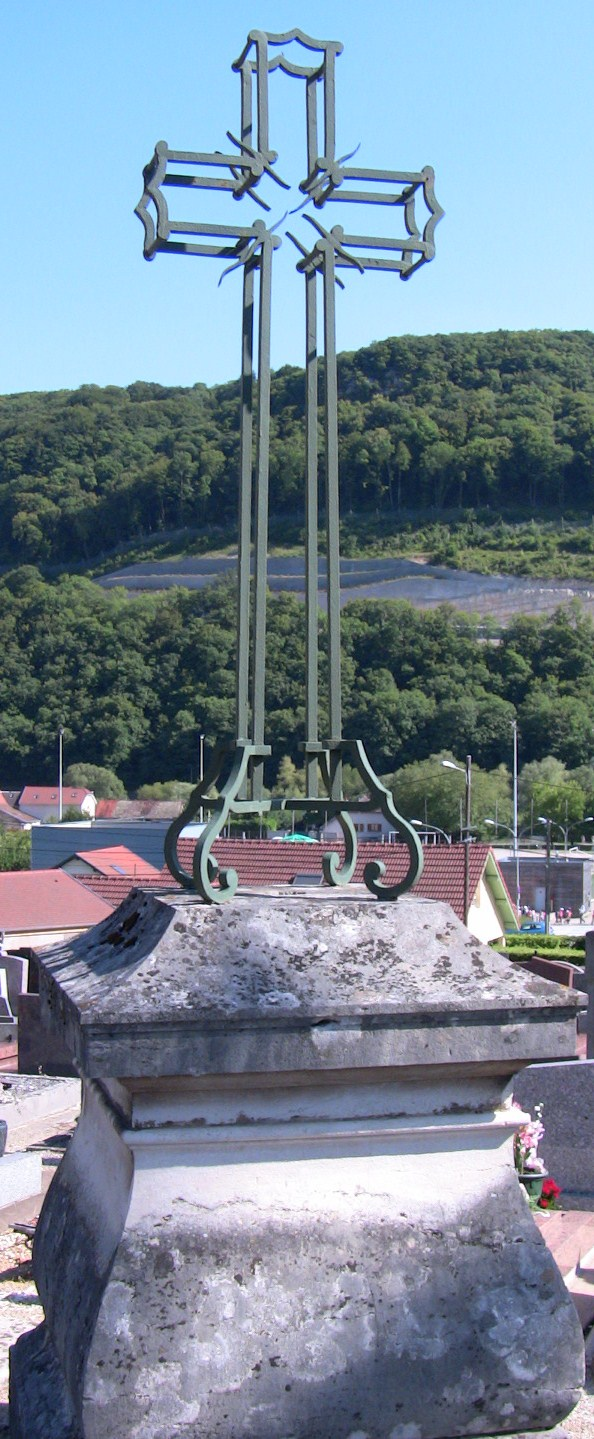
Grande croix.

## Personnalités inhumée
- Henri Joran, fondateur du football club de Velotte